# Joseph Rubinstein
Ne doit pas être confondu avec Josef Rubinstein.
Joseph Rubinstein, né le 8 février 1847 à Starokostiantyniv (Empire russe) et mort à l'été 1884 à Lucerne (Suisse), est un pianiste allemand d'origine juive de Russie, élève de Liszt. On lui doit des réductions pour piano de l'Idylle de Siegfried et de Parsifal de Richard Wagner.

## Biographie
En 1872, Rubinstein écrivit de Kharkov à Richard Wagner qui l'admit  à Bayreuth dans son intimité, et ce malgré son antisémitisme musical avéré. Il vécut chez lui, comme « pianiste de maison ». En 1881, à Paris, il collabora aux feuilles de Bayreuth, puis suivit le maître à Palerme l'année suivante, et à Venise en 1883. À la mort de Wagner, Rubinstein tomba dans une grave dépression et se suicida à Lucerne le 15 septembre 1884.
Sa dépouille aurait été ensevelie au cimetière juif de Bayreuth.

### Sources
- Lettres à Cosima et à Daniela ; Franz Liszt